# Georg Simon von Sina
 (mars 2022).
Georg Simon von Sina (nom grec : Γεώργιος Σίνας, né le 20 novembre 1783 à Niš, mort le 18 mai 1856 à Vienne) est un homme d'affaires gréco-autrichien, de langue maternelle aroumaine.

## Biographie
Il est le fils du marchand de coton Simon Georg Sina (de). Il investit le capital familial principalement dans des projets de transports comme la création de canaux et de chemins de fer tels que celui de Budweis-Linz-Gmunden, des ponts sur le Danube ou la papeterie Neusiedler (aujourd'hui Mondi). Son principal concurrent est la famille Rothschild.
Pendant les guerres napoléoniennes, il accorde des crédits à la monarchie austro-hongroise et acquiert de grandes propriétés en Hongrie, Bohême, Moravie et Basse-Autriche (Mauerbach, Rappoltenkirchen, Gföhl, Leopoldsdorf, Poděbrady, Brumov).
Sina accorde de l'argent au nouvel État grec et devient consul général hellène en Autriche. Dans le parc de son château à Rappoltenkirchen, il fait construire par Theophil Hansen un mausolée pour Alexandre Ypsilántis et offre le château à sa famille.
Son fils aîné Simon Sina s'oriente vers les recherches scientifiques et la philosophie et finance la création de l'Académie d'Athènes. Son second fils Johann Simon Freiherr von Sina est banquier et possède une usine sucrière. En raison des investissements du père et des fils, on évite un monopole de la famille Rothschild sur les chemins de fer en Autriche. Un décret du 17 février 1836 autorise aux Sina la construction de deux voies.
Georg Simon von Sina finance les autres projets de Theophil Hansen, comme le Parlement autrichien.

## Source, notes et références
- (de) Cet article est partiellement ou en totalité issu de l’article de Wikipédia en allemand intitulé « Georg Simon von Sina » (voir la liste des auteurs).

- (de) Josef Mentschl, « Sina von Hodos und Kizdia, Georg Simon Freiherr », dans Neue Deutsche Biographie (NDB), vol. 24, Berlin, Duncker & Humblot, pas encore publié, p. 454–455 (original numérisé).